# Aéroport international de Taba
L'aéroport international de Taba (en arabe : مطار طابا الدولي) (AITA : TCP, OACI : HETB) est un aéroport international localisé près de Taba, en Égypte.
En 2011, le trafic de l'aéroport était de 306 880 passagers (-31,2 % par rapport à 2010).
L'aéroport a été construit par Israël en 1972 alors que le Sinaï état sous son administration consécutivement à la guerre des Six Jours. Connu sous le nom de Etzion Air Force Base, l'aéroport a été démilitarisé et livré aux Égyptiens en 1982, et a été renommé en aéroport El Nakb.
Au départ, deux vols hebdomadaires reliaient Taba au Caire, utilisant des Fokker F-27, puis des Airbus d'Egyptair. Certains vols charter en provenance de France, Suisse, Grande-Bretagne et autres destinations atterrissaient aussi pour desservir les zones touristiques.
Un nouveau terminal et des lumières permettant les vols de nuit ont été ajoutés à la fin des années 1990, et l'aéroport a été renommé en aéroport international de Taba en novembre 2000.
La piste originale se nommant 04R est fermée depuis de nombreuses années, celle en activité est la 04L.

## Situation
| \| 100 km1:14 084 000 \| Abou Simbel Taba Sohag Marsa · Alam Louxor Hurghada El-Arich El Nouzha Charm el-Cheikh Le Caire Borg El Arab Assouan Assiout Marsa Matruh |
| 100 km1:14 084 000 |

## Statistiques
Pour des raisons techniques, il est temporairement impossible d'afficher le graphique qui aurait dû être présenté ici.

Voir la requête brute et les sources sur Wikidata.

## Compagnies et destinations
| Compagnies             | Destinations                                             |
| ---------------------- | -------------------------------------------------------- |
| Blue Panorama Airlines | Charter saisonnier : Katowice-Pyrzowice, Vilnius         |
| Egyptair               | Charter : Le Caire                                       |
| Smartwings             | Charter saisonnier : Prague-Václav-Havel                 |
| Smartwings Poland      | Charter saisonnier : Katowice-Pyrzowice, Varsovie-Chopin |
| Smartwings Slovakia    | Charter saisonnier : Vienne-Schwechat                    |